# Іскрово (Зеленоградський район)
Іскрово (рос. Искрово) — селище Зеленоградського району, Калінінградської області Росії. Входить до складу Ковровського сільського поселення.
Населення — 20 осіб (2015 рік).

## Населення
| 2002 | 2010 |
| ---- | ---- |
| 19   | ↗20  |